# Mario de Avenches
Mario de Avenches, en latín Marius Aventicensis (c. 532 - 31 de diciembre de 596), fue obispo de Aventicum (actual Avenches) desde el año 573, recordado por su breve crónica. Después de su muerte en Lausana, fue venerado en la ciudad como un santo y su festividad se celebra el 9 o 12 de febrero.

## Biografía
Los datos que tenemos acerca de él, además de su crónica, provienen de la inscripción en su tumba en la iglesia de San Tirso en Lausana. Venía de una rica familia. En el año 574 fue nombrado Obispo de Aventicum. Participó en el II Concilio de Mâcon en 585, y por un corto período de tiempo trasladó su sede episcopal de Aventicum a Lausana.
Su inscripción en la tumba de fecha desconocida, publicada en Gallia Christiana, le ensalza como un obispo ideal, como un orfebre que hizo los vasos litúrgicos sagrados con sus propias manos, como un protector y benefactor de los pobres que araba su tierra, como un hombre de oración y como un erudito. En 587 consagró una iglesia construida a sus expensas en su propio Paterniacum Payerne. La iglesia de San Tirso fue dedicada a San Mario.

## Obra
Su breve crónica es una continuación de la Imperiale Cronica, entendida como la crónica de Próspero de Aquitania. Abarca los años 455 a 581, y es una valiosa fuente de información sobre la historia de Borgoña y de Franconia, sobre todo durante la segunda mitad del siglo VI. Ha sido frecuentemente publicada, por primera vez por Jean-Jacques Chifflet; nuevamente por Jacques Paul Migne en su obra Patrologia Latina, LXXII, 793-802, por Theodor Mommsen en Monumenta Germaniae Historica y por Justin Favrod con una traducción al francés: La Chronique d'Marius de Avenches (Lausana, 1991).